# Classe Dévastation (cuirassé)
Cet article concerne classe de cuirassés de la Marine française. Pour autres types de navires, voir classe Dévastation. Pour classe de la Royal Navy, voir classe Devastation.
La classe Dévastation est la troisième classe de cuirassé à coque en fer de la marine française à être développée avec une batterie d'artillerie lourde installée au centre du navire protégée par une succession de barbettes sur chaque flanc recevant une artillerie secondaire.

## Conception
Les deux unités de cette classe furent les plus puissants cuirassés de leur époque et les premiers à recevoir un blindage en acier.
Mais la batterie centrale ne donna jamais satisfaction et fut donc modifiée plusieurs fois en recevant à chaque fois un nouvel armement.

## Les unités de la classe
| Nom         | Lancement    | Armement        | Chantier naval     | Fin de carrière                         | Photo |
| ----------- | ------------ | --------------- | ------------------ | --------------------------------------- | ----- |
| Dévastation | 19 août 1879 | 15 juillet 1882 | Arsenal de Lorient | vendu en 1923 pour démolition           |       |
| Courbet     | avril 1882   | novembre 1886   | Arsenal Toulon     | vendu le 5 février 1909 pour démolition |       |